# كاذي سبخي
كاذي سبخي (الاسم العلمي:Pandanus palustris) هو نوع من النباتات يتبع جنس الكاذي من الفصيلة الكاذية.